# مارينا الراهبة
مارينا الراهبة تعرف أيضًا باسم مارينوس وبيلاجيا أو مريم الإسكندرية (بالقبطية: Ϯⲁⲅⲓⲁ Ⲙⲁⲣⲓⲛⲁ ⲛ̅ⲁⲥⲕⲏⲧⲏⲥ)‏. من المحتمل أن مارينا عاشت في القرن الخامس، وربما تمت كتابة أول سيرة ذاتية في وقت ما بين 525 و650؛ وهي محفوظة في العديد من المخطوطات، بما في ذلك واحدة من القرن العاشر.

## حياتها

### بداية حياتها
مارينا (في بعض التقاليد الغربية، مريم) كانت ابنة لأبوين مسيحيين أثرياء. توفيت والدتها عندما كانت مارينا صغيرة جدًا، لذلك نشأت مارينا كمسيحية متدينة على يد والدها أوجينيوس. عندما اقتربت مارينا من سن الزواج، كان والدها ينوي أن يجد زوجًا لطفلته ثم يتقاعد في دير قنوبين في وادي قاديشا في لبنان. عندما علمت مارينا بخطته، سألته لماذا ينوي إنقاذ روحه "وتدمير روحي". عندما سألها والدها: "ماذا أفعل معك؟ أنت امرأة"، أجابت مارينا بأنها ستعيش معه كراهب: ثم حلقت رأسها وارتدت ملابس رجالية. ولما رأى أوجينيوس عزيمة طفله القوية، أعطى كل ممتلكاته للفقراء وسافر مع مارينا إلى وادي قاديشا ليعيشا حياة مجتمعية رهبانية، حيث تقاسما قلاية، وأخذت اسم مارينوس. وأرجع الرهبان الآخرون صوتها الناعم إلى فترات الصلاة الطويلة، ومن شدة نسكها.

### حياتها الرهبانية
وبعد عشر سنوات من الصلاة والصوم والعبادة معًا، مات والدها يوجينيوس. الآن أصبحت مارينا وحدها أكثر تقشفًا وواصلت إخفاء جنسها. وفي أحد الأيام أرسلها رئيس الدير مع ثلاثة رهبان آخرين للقيام ببعض أعمال الدير. وبما أن الرحلة كانت طويلة، فقد اضطروا لقضاء الليل في أحد النزل. كما كان يسكن هناك جندي من الجبهة الرومانية الشرقية. ولما رأى الجندي جمال ابنة صاحب الفندق التي كانت تعمل هناك، أغراها ودنس عذريتها، وأمرها أن تقول: "إن الراهب الشاب الأب (مارينا) فعل بي هذا" إذا حملت بطفل.
وبعد مرور بعض الوقت، اكتشف أن ابنة صاحب الفندق حامل، وكما تم الاتفاق، أخبرت والدها أن "الراهب الشاب أبا مارينا هو من فعل ذلك بي". ولما سمع الرجل القصة ذهب غاضبًا إلى رئيس الدير. هدأ رئيس الدير الرجل وأخبره أنه سيهتم بالأمر. نادى مارينا ووبخها بشدة. عندما أدركت مارينا ما حدث، جثت على ركبتيها وبكت معترفة بخطيئتها وطلبت المغفرة. طلب رئيس الدير غاضبًا من مارينا مغادرة الدير. غادرت على الفور وبقيت خارج البوابة متسولة لعدة سنوات. وعندما ولدت ابنة صاحب الفندق، أخذ الطفل وأعطاه لمارينا التي قامت بتربيته. وأطعمت الطفل حليب الغنم الذي قدمه لها الرعاة المحليون، وبقيت تعتني به خارج الدير لمدة عشر سنوات. وأخيراً أقنع الرهبان رئيس الدير بالسماح لمارينا بالعودة؛ فقبل لكنه فرض عقوبات شديدة على مارينا التي كان عليها أن تقوم بالأعمال الشاقة في الطبخ والتنظيف وحمل الماء بالإضافة إلى الواجبات الرهبانية المنتظمة ورعاية الطفل.

### مرض الراهبة مارينا
في سن الأربعين، مرضت مارينا. وبعد ثلاثة أيام توفيت متأثرة بالمرض. وأمر رئيس الدير بتنظيف جسد مارينا وتغيير ملابسها ونقلها إلى الكنيسة لصلاة الجنازة. وأثناء قيامهم بهذه المهام، اكتشف الرهبان أنها في الحقيقة امرأة. وهذا جعلهم في حالة من الأسى الشديد. أبلغ الرهبان رئيس الدير، الذي جاء إلى جانب مارينا وبكى بمرارة على الأخطاء التي ارتكبت. ثم استدعى رئيس الدير حارس النزل وأبلغه أن مارينا امرأة. ذهب حارس النزل إلى حيث يرقد الجثمان وبكى أيضًا على الألم والمعاناة التي جلبها لمارينا ظلمًا. وأثناء صلاة الجنازة يقال أن أحد الرهبان الذي كان أعمى في إحدى عينيه، استعاد بصره مرة أخرى بعد أن لمس الجسد. وكان يُعتقد أيضًا أن الله سمح للشيطان بتعذيب ابنة صاحب الفندق والجندي، مما دفعهما إلى السفر إلى حيث دفنت القديسة، حيث اعترفا بذنبهما أمام الجميع وطلبا المغفرة.

## التبجيل
تبجل مارينا في الكنيسة الكاثوليكية، والكنائس الأرثوذكسية الشرقية والكنيسة القبطية الأرثوذكسية. واليوم يقول المسيحيون الأقباط الأرثوذكس إن جسد مارينا محفوظ في كنيسة القديسة مريم ولم يتحلل. ويتم عرضه للجمهور في يوم عيد مارينا، يوم 15 مسرى. ويعتقد الكاثوليك أن رفاتها قد نُقلت إلى الكنيسة الفينيسية التي تحمل اسمها عام 1230، ومن البندقية انتقل بعضها إلى الكنيسة الباريسية التي تحمل اسمها. ويحتفلون بذكرى مارينا في 18 يونيو، والترجمة في 17 يوليو.
في عام 2022، أُضيفت مارينا رسميًا إلى التقويم الليتورجي للكنيسة الأسقفية مع عيدها في 17 يونيو.
وتكرّمت الراهبة مارينا أيضاً عند الدروز، الذين يسمونها "الست شعواني"، يقع مقام "الست شعواني" في منطقة عميق على سفوح جبل الباروك إلى الشمال. شرقاً، ويطل على سهل البقاع وجبل الشيخ.

## مواضيع مرتبطة
- أقباط
- تاريخ مصر المسيحية
- معهد الدراسات القبطية
- كنيسة قبطية أرثوذكسية
- مقار الكبير